# イルダ・ガデア
イルダ・ガデア・アコスタ（スペイン語: Hilda Gadea Acosta、1925年3月21日 - 1974年2月）はペルーの経済学者、共産党の指導者、作家。チェ・ゲバラの1人目の妻。

## 略歴
ガデア・アコスタはアメリカ革命人民同盟の全国行政委員会の経済担当書記官だった。彼女はペルーでの活動により1948年に海外追放された。彼女が最初にゲバラに会ったのは1953年12月、グアテマラでの出来事だった。そして、政治上の理由により、2人はメキシコへの移住を余儀なくされた。彼女はゲバラを反乱キューバ人に紹介した。
ガデアは妊娠した後、1955年9月にメキシコでゲバラと結婚したが、1959年5月に離婚した。2人の間にイルダ・ベアトリス・"イルディタ"・ゲバラ・ガデア（Hilda Beatriz "Hildita" Guevara Gadea、1956年2月 - 1995年）という娘がいる。
ゲバラがキューバ革命を戦った後、ガデアはキューバを訪れたが、そこでゲバラがアレイダ・マルチという女性を愛してしまったとの報せに直面、ガデアは離婚を要求した。離婚の後もゲバラの政治運動を支持し続けており、1974年にハバナで死去した。彼女は『チェとの私の一生』という回想録を書いた。Zマガジンの著者の1人であるガブリエル・サン・ロマン（Gabriel San Roman）はガデアに関する演劇を書いているという。